# Irene González
Irene González López (ur. 23 lipca 1996 w Esplugues de Llobregat) – hiszpańska piłkarka wodna, reprezentantka Hiszpanii, wicemistrzyni olimpijska z Tokio w 2021, wicemistrzyni świata i mistrzyni Europy.

## Życie prywatne
Studiowała fizjoterapię na Uniwersytecie Hawajskim.

## Kariera reprezentacyjna
Od 2013 reprezentuje Hiszpanię na zawodach międzynarodowych. Z reprezentacją uzyskała następujące wyniki:
| Rok  | Impreza                                         | Miejsce   | Pozycja    |      |                                                 |       |            |
| ---- | ----------------------------------------------- | --------- | ---------- | ---- | ----------------------------------------------- | ----- | ---------- |
| Rok  | Impreza                                         | Miejsce   | Pozycja    | 2013 | Mistrzostwa Świata Juniorek w Piłce Wodnej 2013 | Wolos | 2. miejsce |
| 2015 | Mistrzostwa Świata Juniorek w Piłce Wodnej 2015 | Wolos     | 2. miejsce |      |                                                 |       |            |
| 2019 | Mistrzostwa Świata w Pływaniu 2019              | Gwangju   | 2. miejsce |      |                                                 |       |            |
| 2020 | Mistrzostwa Europy w Piłce Wodnej 2020          | Budapeszt | 1. miejsce |      |                                                 |       |            |
| 2021 | Letnie Igrzyska Olimpijskie 2020                | Tokio     | 2. miejsce |      |                                                 |       |            |